# Tretanorhinus variabilis
Tretanorhinus variabilis är en ormart som beskrevs av Duméril, Bibron och Duméril 1854. Tretanorhinus variabilis ingår i släktet Tretanorhinus och familjen snokar.
Denna orm förekommer i Kuba, på flera tillhörande öar och på Caymanöarna. Individerna lever vid vattenansamlingar och de simmar ofta. Tretanorhinus variabilis har fiskar och groddjur som föda. Habitatet varierar mellan regnskogar, fuktiga lövfällande skogar och risodlingar. Honor lägger ägg.
Kanske påverkas beståndet negativ av vattenregleringar. Antagligen dödas några exemplar av introducerade katter, råttor och manguster. Vattenföroreningar från betesmarker kan vara ett hot. Hela populationen är fortfarande stor. IUCN listar arten som livskraftig (LC).

## Underarter
Arten delas in i följande underarter:
- T. v. variabilis
- T. v. binghami
- T. v. insulaepinorum
- T. v. lewisi
- T. v. wagleri